# Петри, Эндре
Эндре Петри (венг. Petri Endre; 29 мая 1907, Будапешт — 28 апреля 1975, Будапешт) — венгерский пианист и музыкальный педагог.
Окончил Музыкальную академию Ференца Листа (1927), ученик Ирен Шенн, занимался также под руководством Золтана Кодаи (композиция) и Эрнста фон Донаньи.
На протяжении 1930-х гг. концертировал в разных странах Европы как солист и аккомпаниатор, в том числе вместе с Йожефом Сигети. 9 января 1939 г. вместе с Сигети и Бенни Гудменом исполнил в Карнеги-холле премьеру «Контрастов» Белы Бартока. После 1945 г. недолгое время работал корепетитором в Будапештской опере. В 1952 г. записал фортепианные соло для кинофильма Мартона Келети «Эркель» («Венгерские мелодии»).
С 1953 г. преподавал камерный ансамбль в Музыкальной академии имени Листа, среди его учеников, в частности, Золтан Бенкё.